# 臼井伸介
臼井 伸介（うすい しんすけ、1955年（昭和30年）2月16日 - ）は、日本の政治家。東京都昭島市長（3期）。元昭島市議会議員（6期）。

## 来歴
東京都昭島市拝島町生まれ。昭島市立拝島第一小学校、明星中学校、明星高等学校卒業。1978年（昭和53年）3月、成蹊大学経済学部卒業。同年4月、昭島市役所に入所。
1995年（平成7年）4月の昭島市議会議員選挙に初当選した。2009年（平成21年）5月から2011年（平成23年）5月まで議長を務めた。計6回当選。市議時代は自由民主党昭島市議団に所属した。
2016年（平成28年）10月16日に行われた昭島市長選挙に自民党・民進党・公明党の推薦を受けて立候補。日本共産党推薦の候補を破り初当選した。投票率は過去最低の32.14％を記録した。10月21日、市長就任。
2020年（令和2年）10月11日の同市長選挙で再選。投票率は33.93%。
2024年（令和6年）10月6日の同市長選挙で3選。投票率は37.95%。